# Roma (Australia)
Roma es una ciudad y localidad rural de Queensland, Australia. La ciudad fue incorporada en 1867 y lleva el nombre de Lady Diamantina Bowén, la esposa de Sir George Bowen, gobernadora de Queensland en ese momento.

## Geografía
La ciudad está situada en Bungil Creek, un afluente del río Condamine. En marzo de 2010, los romaníes experimentaron en Queensland las peores inundaciones en más de 100 años. Las inundaciones también se produjeron en abril de 2011, un año de lluvias récord en Roma. A principios de febrero de 2012, los romaníes fueron devastados por las peores inundaciones de la historia, eclipsando el nivel alcanzado en 2010; Se inundaron 444 viviendas, el doble de las inundadas en los dos años anteriores.
Después de haber experimentado tres años consecutivos de inundaciones, en mayo de 2012, una aseguradora, Suncorp, anunció que no emitiría nuevas pólizas a los residentes romaníes, a menos que se tomaran medidas para mitigar el riesgo de inundaciones en los romaníes.

## Medios
4ZR es la estación de radio local de Roma, que emite en 1476 AM.   The Western Star  es el periódico local de Roma.

## Atracciones turísticas
Las atracciones turísticas locales incluyen el Museo Grande Rig y Oil y Gas, Romavilla Winery y Roma Saleyards. La bodega es la más antigua en Queensland. Al norte de la ciudad está Carnarvon Gorge en el parque nacional de Carnarvon. Durante el período de Pascua, Roma celebra un evento de Pascua en el país.

## Deporte
'Cities' es un equipo de la liga de rugby que juega en la competencia de fútbol del de rugby de Roma y del distrito. El equipo de Rugby Touch mixto 'Roma Tomatoes' fue fundado en 2009. Roma tiene un equipo de rugby union que compite en la Darling Downs Rugby Union, contra equipos como el Club de la Unión de Rugby de la Universidad del Sur de Queensland, Club de la Unión de Rugby de los Toowoomba Rangers, Club de Rugby de la Ciudad de Toowoomba, Roma Echidnas, Condamine Cods, Dalby Wheatmen, Goondiwindi Emus, Warwick Water Rats y University of Queensland Rugby Union Club (Campus de Gatton).

## Historia militar
Durante la Segunda Guerra Mundial, Roma fue la ubicación de RAAF No.22 Inland Aircraft Fuel Depot (IAFD), completada en 1942 y cerrada el 29 de agosto de 1944. Generalmente consiste de 4 tanques, se construyeron 31 depósitos de combustible en Australia para el almacenamiento y suministro de combustible de aviones para RAAF y US Army Air Forces a un costo total de 900.000 libras (1.800.000 dólares).